# امیلی همپشر
امیلی نیوهمپشایر (انگلیسی: Emily Hampshire؛ زادهٔ ۲۹ اوت ۱۹۸۱) یک هنرپیشه اهل کانادا است. وی از سال ۱۹۹۴ میلادی تاکنون مشغول فعالیت بوده‌است.
از فیلم‌ها یا برنامه‌های تلویزیونی که وی در آن نقش داشته است می‌توان به تفاوت دختر و پسر و کیک برفی اشاره کرد.